# IC 4592
IC 4592 è una nebulosa a riflessione visibile nella costellazione dello Scorpione.
Si individua nella parte settentrionale della costellazione e circonda per intero la stella ν Scorpii, una subgigante azzurra di magnitudine 4,13 e classe spettrale B2IV; la sua osservazione è possibile da entrambi gli emisferi terrestri, sebbene l'emisfero australe sia il più indicato. Nel cielo serale è visibile da maggio ad ottobre.
Si tratta di un vasto sistema nebuloso che riceve la luce blu della sua stella più vicina, la ν Scorpii, riflettendola e diventando così luminosa come una nube dal colore azzurro intenso; nelle vicinanze si trova anche la stella HD 145501, una stella azzurra di magnitudine 6,55 che fa coppia con la stella precedente. Entrambe le stelle si trovano nella regione attorno alla Nube di Rho Ophiuchi, un grande complesso nebuloso in cui è attiva la formazione stellare. IC 4592 ingloba l'oggetto nebuloso catalogato come vdB 100, una porzione di gas più luminoso visibile a contatto con ν Scorpii; tutta la nube illuminata costituisce in realtà soltanto una piccola parte dei gas presenti nella regione, facenti parte della grande nube oscura LDN 1721. IC 4592 è la parte di questa nube più esposta alla radiazione della stella ν Scorpii, da cui dista solo 1,7 parsec (5,5 anni luce); al suo interno sono comprese almeno 25 M⊙ di idrogeno molecolare. La distanza del sistema nebuloso dal sistema solare è invece di 134 parsec (436 anni luce).